# Октябрь (Мамлютский район)
Октябрь (каз. Октябрь) — село в Мамлютском районе Северо-Казахстанской области Казахстана. Входит в состав Ленинского сельского округа. Код КАТО — 595245300.

## Население
В 1999 году население села составляло 242 человека (121 мужчина и 121 женщина). По данным переписи 2009 года, в селе проживало 86 человек (46 мужчин и 40 женщин).